# Dentobunus albiannulatus
Dentobunus albiannulatus is een hooiwagen uit de familie Sclerosomatidae.